# Brechmorhoga diplosema
Brechmorhoga diplosema – gatunek ważki z rodziny ważkowatych (Libellulidae). Występuje na terenie Ameryki Południowej.